# Cheiracanthium poonaense
Cheiracanthium poonaense là một loài nhện trong họ Miturgidae.
Loài này thuộc chi Cheiracanthium. Cheiracanthium poonaense được miêu tả năm 1991 bởi Majumder & Benoy Krishna Tikader.